# 275-я истребительная авиационная дивизия
275-я истребительная авиационная Пушкинская Краснознамённая дивизия (275-я иад) — соединение Военно-Воздушных сил (ВВС) Вооружённых сил СССР в Великой Отечественной войне.

## Наименования
- Военно-воздушные силы 8-й армии;
- Оперативная группа ВВС Ленинградского фронта (с 17.09.1942 г.)[1];
- 275-я истребительная авиационная дивизия;
- 275-я истребительная авиационная Пушкинская дивизия;
- 275-я истребительная авиационная Пушкинская Краснознамённая дивизия;
- Войсковая часть (Полевая почта) 55741.

## Создание дивизии
275-я истребительная авиационная дивизия сформирована 1 декабря 1942 года на основании Приказа НКО СССР № 00230 от 10.11.1942 г. на базе управления Военно-воздушных сил 8-й армии.

## Расформирование дивизии
275-я истребительная авиационная Пушкинская Краснознамённая дивизия 20 сентября 1960 года расформирована в составе ВВС Южной группы войск.

## В действующей армии
В составе действующей армии:
- с 1 декабря 1942 года по 5 мая 1945 года.

## Командиры дивизии
| Звание                  | Ф. И. О.                      | Период                  | Примечание |
| ----------------------- | ----------------------------- | ----------------------- | ---------- |
| Подполковник, Полковник | Мищенко Филипп Михайлович     | 10.11.1942 — 16.07.1943 |            |
| Полковник               | Матвеев Александр Андреевич   | 17.07.1943 — 01.05.1946 |            |
| Полковник               | Осипов Александр Алексеевич   | 01.05.1946 — 01.12.1946 |            |
| Полковник               | Цедрик Константин Терентьевич | 01.12.1946 — 01.10.1948 |            |
| генерал-майор авиации   | Андреев Александр Петрович    | 1948 — 1950             |            |

## В составе объединений
| Дата          | Фронт (округ)               | Армия                | Корпус                   |
| ------------- | --------------------------- | -------------------- | ------------------------ |
| 01.12.1942 г. | Ленинградский фронт         | 13-я воздушная армия |                          |
| 01.04.1945 г. | Ленинградский фронт         | 13-я воздушная армия | Курляндская группа войск |
| 09.05.1945 г. | Ленинградский фронт         | 13-я воздушная армия | Курляндская группа войск |
| 10.06.1945 г. | Ленинградский военный округ | 13-я воздушная армия |                          |
| 20.02.1949 г. | Ленинградский военный округ | 76-я воздушная армия |                          |
| 01.02.1956 г. | Прибалтийский военный округ | 30-я воздушная армия |                          |
| 15.08.1957 г. | Южная группа войск          | 36-я воздушная армия |                          |
| 01.07.1960 г. | Южная группа войск          | 36-я воздушная армия |                          |

## Участие в операциях и битвах
- Прорыв блокады Ленинграда[6] — с 12 января 1943 года по 30 января 1943 года.
- Мгинская наступательная операция — с 22 июля 1943 года по 22 августа 1943 года.
- Новгородско-Лужская наступательная операция — с 14 января 1944 года по 15 февраля 1944 года.
- Ленинградско-Новгородская операция[6] — с 14 января 1944 года по 1 марта 1944 года.
- Красносельско-Ропшинская операция — с 14 января 1944 года по 30 января 1944 года.
- Псковская наступательная операция — с 9 марта 1944 года по 15 апреля 1944 года.
- Выборгская операция[6] — с 10 июня 1944 года по 20 июня 1944 года.
- Свирско-Петрозаводская операция — с 21 июня 1944 года по 22 июня 1944 года.
- Нарвская операция[6] — с 24 июля 1944 года по 30 июля 1944 года.
- Прибалтийская операция — с 14 сентября 1944 года по 24 ноября 1944 года.
- Таллинская операция[6] — с 17 сентября 1944 года по 26 сентября 1944 года.
- Моонзундская операция[6] — с 27 сентября 1944 года по 24 ноября 1944 года.

## Состав дивизии
| Полк                                             | Период                     | Примечание                                     |
| ------------------------------------------------ | -------------------------- | ---------------------------------------------- |
| 29-й гвардейский истребительный авиационный полк | 01.12.1942 — 05.09.1944 г. | Убыл в 1-ю гв. сад                             |
| 159-й истребительный авиационный полк            | 02.12.1942 — 01.07.1961 г. | вошёл в подчинение 36-й ВА ЮГВ                 |
| 196-й истребительный авиационный полк            | 05.12.1942 — 11.09.1944 г. | Передан в состав 260-й сад                     |
| 14-й гвардейский истребительный авиационный полк | 01.03.1943 — 01.07.1960 г. | Передан в 195-ю гв. иад 36-й ВА ЮГВ            |
| 191-й истребительный авиационный полк            | 23.05.1943 — 11.09.1944 г. | Передан в состав 324-й иад                     |
| 283-й истребительный авиационный полк            | 18.10.1944 — 20.09.1961 г. | расформирован вместе с 275-й иад в 36-й ВА ЮГВ |
| 148-й истребительный авиационный полк            | 29.11.1945 — 01.05.1947 г. | расформирован в 275-й иад                      |

| Як-9 | Як-9УМ | Як-9 |

## Боевой состав на 9 мая 1945 года
- 14-й гвардейский истребительный авиационный полк (Як-9)
- 159-й истребительный авиационный полк (Як-9)
- 283-й истребительный авиационный полк (Як-9)

## Боевой состав на 1950 год
- 14-й гвардейский истребительный авиационный полк (Хаапсалу, Эстонская ССР, Як-9)
- 159-й истребительный авиационный полк (Хаапсалу, Эстонская ССР, Як-9)
- 283-й истребительный авиационный полк (Курессааре, Эстонская ССР, Як-9)

| МиГ-17 | МиГ-19 | МиГ-17 |

## Боевой состав на 1960 год
- 14-й гвардейский истребительный авиационный полк (Калоча, Венгрия, МиГ-17)
- 159-й истребительный авиационный полк (Кишкунлахаза, Венгрия, МиГ-17)
- 283-й истребительный авиационный полк (Сольнок, Венгрия, МиГ-17)

## Почётные наименования
- 275-й истребительной авиационной дивизии за успешные действия в ходе Красносельско-Ропшинской операции Приказом Верховного главнокомандующего присвоено почётное наименование «Пушкинская»[8]
- 14-му гвардейскому Краснознамённому ордена Ленина истребительному авиационному полку за показанные образцы мужества и геройства в борьбе против фашистских захватчиков и в целях дальнейшего закрепления памяти о героических подвигах сталинских соколов 4 мая 1943 года приказом НКО СССР присвоено почётное наименование «Ленинградский»[9]
- 29-му гвардейскому истребительному авиационному полку за показанные образцы мужества и геройства в борьбе против фашистских захватчиков и в целях дальнейшего закрепления памяти о героических подвигах сталинских соколов 4 мая 1943 года Приказом НКО присвоено почётное наименование «Волховский»[10].
- 159-му истребительному авиационному полку за отличие в боях за овладение столицей Эстонской ССР городом Таллин присвоено почётное наименование «Таллиннский»[11]

## Награды
- 275-я истребительная авиационная дивизия Указом Президиума Верховного Совета СССР награждена орденом «Боевого Красного Знамени».
- 14-й гвардейский Ленинградский Краснознамённый истребительный авиационный полк 16 декабря 1944 года «За образцовое выполнение боевых заданий командования в боях с немецкими захватчиками, за овладение островом Сарема (Эзель) и проявленные при этом доблесть и мужество» Указом Президиума Верховного Совета СССР награждён Орденом Суворова III степени[12]
- 159-й Таллинский истребительный авиационный полк за образцовое выполнение заданий командования в боях с немецкими захватчиками, за овладение островом Сарема (Эзель) и проявленные при этом доблесть и мужество Указом Президиума Верховного Совета СССР от 16 декабря 1944 года награждён орденом «Боевого Красного Знамени».
- 191-й истребительный авиационный полк за образцовое выполнение боевых заданий командования на фронте борьбы с немецкими захватчиками и проявленные при этом доблесть и мужество Указом Президиума Верховного Совета СССР от 22 марта 1944 года награждён орденом «Боевого Красного Знамени».
- 283-й Выборгский истребительный авиационный полк за успешное выполнение заданий командования в боях с немецкими захватчиками, за овладение столицей Эстонской ССР городом Таллин (Ревель) и проявленные при этом доблесть и мужество Указом Президиума Верховного Совета СССР от 22 октября 1944 года награждён орденом «Кутузова III степени».

## Благодарности Верховного Главнокомандующего
- За освобождение города Нарва[13].
- За прорыв обороны противника севернее города Тарту[14].
- За освобождение города Таллин[15].
- За овладение городом Пярну (Пернов)[16].
- За овладение островом Сааремаа[17].

## Отличившиеся воины дивизии
- Покрышев Пётр Афанасьевич, майор, командир 159-го истребительного авиационного полка 275-й истребительной авиационной дивизии 13-й воздушной армии Указом Президиума Верховного Совета СССР от 24 августа 1943 года удостоен звания дважды Герой Советского Союза. Золотая Звезда № 2/13.
- Булаев Александр Дмитриевич, майор, командир эскадрильи 159-го истребительного авиационного полка 275-й истребительной авиационной дивизии 13-й воздушной армии Указом Президиума Верховного Совета СССР от 2 сентября 1943 года удостоен звания Герой Советского Союза. Посмертно.
- Веденеев Валентин Иванович, старший лейтенант, заместитель командира — штурман эскадрильи 159-го истребительного авиационного полка 275-й истребительной авиационной дивизии 13-й воздушной армии Указом Президиума Верховного Совета СССР от 23 февраля 1945 года удостоен звания Герой Советского Союза. Золотая Звезда № 5984.
- Власов Николай Иванович, гвардии подполковник, старший инспектор по технике пилотирования истребительной авиации Инспекции Военно-Воздушных Сил РККА, Указом Президиума Верховного Совета СССР от 23 ноября 1942 года удостоен звания Герой Советского Союза. Золотая Звезда № 756.
- Горбачевский, Александр Иванович, командир эскадрильи 29-го гвардейского истребительного авиаполка 275-й истребительной авиационной дивизии 13-й воздушной армии Ленинградского фронта, гвардии капитан, Указом Президиума Верховного Совета СССР от 4 февраля 1944 года удостоен звания Герой Советского Союза. Золотая Звезда № 3200
- Ермаков Дмитрий Васильевич, лейтенант, командир звена 159-го истребительного авиационного полка 275-й истребительной авиационной дивизии 13-й воздушной армии Указом Президиума Верховного Совета СССР от 23 февраля 1945 года удостоен звания Герой Советского Союза. Золотая Звезда № 7265.
- Зотов Виктор Алексеевич, старший лейтенант, заместитель командира эскадрильи 159-го истребительного авиационного полка 275-й истребительной авиационной дивизии 13-й воздушной армии Указом Президиума Верховного Совета СССР от 4 февраля 1944 года удостоен звания Герой Советского Союза. Золотая Звезда № 3512.
- Коршунов Константин Ионович, командир эскадрильи 29-го гвардейского истребительного авиационного полка 275-й гвардейской истребительной авиационной дивизии 13-й воздушной армии Ленинградского фронта, гвардии старший лейтенант Указом Президиума Верховного Совета СССР от 04 февраля 1944 года удостоен звания Герой Советского Союза. Золотая Звезда № 3134
- Лихолетов Пётр Яковлевич, капитан, командир эскадрильи 159-го истребительного авиационного полка 275-й истребительной авиационной дивизии 13-й воздушной армии Указом Президиума Верховного Совета СССР от 4 февраля 1944 года удостоен звания Герой Советского Союза. Золотая Звезда № 3285.
- Пилютов, Пётр Андреевич, командир 29-го гвардейского истребительного авиационного полка 275-й истребительной авиационной дивизии 13-й воздушной армии Ленинградского фронта, гвардии капитан, Указом Президиума Верховного Совета СССР от 10 декабря 1943 года удостоен звания Герой Советского Союза. Золотая Звезда № 885
- Серов Владимир Георгиевич, старший лейтенант, заместитель командира эскадрильи 159-го истребительного авиационного полка 275-й истребительной авиационной дивизии 13-й воздушной армии Указом Президиума Верховного Совета СССР от 2 августа 1944 года удостоен звания Герой Советского Союза. Посмертно.
- Чубуков, Фёдор Михайлович, командир эскадрильи 29-го гвардейского истребительного авиаполка 275-й истребительной авиационной дивизии 13-й воздушной армии Ленинградского фронта, гвардии капитан, Указом Президиума Верховного Совета СССР от 19 августа 1944 года удостоен звания Герой Советского Союза. Золотая Звезда № 5138
- Чирков, Андрей Васильевич, помощник командира 29-го гвардейского истребительного авиационного полка по воздушно-стрелковой службе 275-й истребительной авиационной дивизии 13-й воздушной армии Ленинградского фронта, гвардии капитан, Указом Президиума Верховного Совета СССР от 4 февраля 1944 года удостоен звания Герой Советского Союза. Золотая Звезда № 3135

## Базирование дивизии
| Период            | Место базирования       |
| ----------------- | ----------------------- |
| 05.1945 — 08.1957 | Хаапсалу, Эстонская ССР |
| 08.1957 — 09.1961 | Сольнок, Венгрия        |